# Wereldkampioenschappen atletiek 2019/800 m mannen
De 800 meter voor mannen op de wereldkampioenschappen atletiek 2019 werd gehouden op 28 (heats) en 29 (halve finales) september. De finale was op 1 oktober. De uittredend kampioen was de Franse atleet Pierre-Ambroise Bosse. Hij wist zijn titel niet te verdedigen, en zijn opvolger was de Amerikaan Donovan Brazier.

## Uitslagen

### Legenda
- Q: Gekwalificeerd voor volgende ronde op basis van finishresultaat
- q: Gekwalificeerd voor volgende ronde op basis van eindtijd
- NR: Nationaal record
- SR: Beste seizoenstijd voor atleet
- PR: Persoonlijk record
- CR: Kampioenschapsrecord
- WR: Wereldrecord

### Heats[1]

#### Kwalificatie
- Vanuit elke heat gaan de 3 snelste atleten door naar de halve finales
- Verder gaan de zes snelste atleten die nog niet gekwalificeerd zijn door naar de halve finales.

#### Heat 1
| Rang | Naam             | Land | Tijd    | Opmerking |
| ---- | ---------------- | ---- | ------- | --------- |
| 1    | Ngeno Kipngetich | KEN  | 1.46,07 | Q         |
| 2    | Adrián Ben       | ESP  | 1.46,12 | Q         |
| 3    | Jamie Webb       | GBR  | 1.46,23 | Q         |
| 4    | Brannon Kidder   | USA  | 1.46,29 | q         |
| 5    | Jamal Hairane    | QAT  | 1.46,40 |           |
| 6    | Marc Reuther     | GER  | 1.47,31 |           |
|      | Nijel Amos       | BOT  | DNS     | DNS       |

#### Heat 2
| Rang | Naam            | Land | Tijd    | Opmerking |
| ---- | --------------- | ---- | ------- | --------- |
| 1    | Donovan Brazier | USA  | 1.46,04 | Q         |
| 2    | Marco Arop      | CAN  | 1.46,12 | Q         |
| 3    | Tshepo Tshite   | RSA  | 1.46,54 | Q         |
| 4    | Andreas Kramer  | SWE  | 1.46,74 |           |
| 5    | Lucirio Garrido | VEN  | 1.46,89 |           |
| 6    | Mariano García  | ESP  | 1.49,08 |           |
| 7    | Luke Mathews    | AUS  | 1.50,16 |           |
| 8    | Min Min Zaw     | MYA  | 1.56,85 | SR        |

#### Heat 3
| Rang | Naam                    | Land | Tijd    | Opmerking |
| ---- | ----------------------- | ---- | ------- | --------- |
| 1    | Emmanuel Kipkurui Korir | KEN  | 1.45,16 | Q         |
| 2    | Mostafa Smaili          | MAR  | 1.45,27 | Q         |
| 3    | Wesley Vázquez          | PUR  | 1.45,47 | Q         |
| 4    | Yassine Hethat          | ALG  | 1.45,67 |           |
| 5    | Kyle Langford           | GBR  | 1.46,14 |           |
| 6    | Quamel Prince           | GUY  | 1.48,41 |           |
| 7    | Mohammed Al-Suleimani   | OMA  | 1.50,91 | PR        |
| 8    | Benjamín Enzema         | GEQ  | 1.51,69 | SR        |

#### Heat 4
| Rang | Naam                       | Land | Tijd    | Opmerking |
| ---- | -------------------------- | ---- | ------- | --------- |
| 1    | Brandon McBride            | CAN  | 1.45,96 | Q         |
| 2    | Abubaker Haydar Abdalla    | QAT  | 1.46,11 | Q         |
| 3    | Pierre-Ambroise Bosse      | FRA  | 1.46,14 | Q         |
| 4    | Mouad Zahafi               | MAR  | 1.46,56 |           |
| 5    | Peter Bol                  | AUS  | 1.46,92 |           |
| 6    | Pol Moya                   | AND  | 1.48,52 |           |
| 7    | Ryan Sánchez               | PUR  | 1.54,46 |           |
| 8    | Roberto Belo Amaral Soares | TLS  | 2.02,43 |           |

#### Heat 5
| Rang | Naam                      | Land | Tijd    | Opmerking |
| ---- | ------------------------- | ---- | ------- | --------- |
| 1    | Ferguson Cheruiyot Rotich | KEN  | 1.45,98 | Q         |
| 2    | Bryce Hoppel              | USA  | 1.46,01 | Q         |
| 3    | Abdessalem Ayouni         | TUN  | 1.46,09 | Q         |
| 4    | Oussama Nabil             | MAR  | 1.46,17 | q         |
| 5    | Adam Kszczot              | POL  | 1.46,20 | q         |
| 6    | Mohamed Belbachir         | ALG  | 1.46,52 |           |
| 7    | Mark English              | IRL  | 1.47,25 |           |

#### Heat 6
| Rang | Naam                     | Land | Tijd    | Opmerking |
| ---- | ------------------------ | ---- | ------- | --------- |
| 1    | Elliot Giles             | GBR  | 1.45,53 | Q         |
| 2    | Clayton Murphy           | USA  | 1.45,62 | Q         |
| 3    | Amel Tuka                | BIH  | 1.45,62 | Q         |
| 4    | Álvaro de Arriba         | ESP  | 1.45,67 | q         |
| 5    | Andrés Arroyo            | PUR  | 1.46,75 |           |
| 6    | Edose Ibadin             | NGR  | 1.47,91 |           |
| 7    | Musa Hajdari             | KOS  | 1.47,98 |           |
|      | Samer Ali Saleh Al Johar | JOR  | DSQ     | DSQ       |

### Halve Finales[3]

#### Kwalificatie
- De eerste twee atleten uit elke halve finale gaan door naar de finale
- De twee snelste atleten die nog niet gekwalificeerd zijn gaan ook door naar de finale

#### Halve finale 1
| Rang | Naam                      | Land | Tijd    | Opmerking |
| ---- | ------------------------- | ---- | ------- | --------- |
| 1    | Wesley Vázquez            | PUR  | 1.43,96 | Q         |
| 2    | Ferguson Cheruiyot Rotich | KEN  | 1.44,20 | Q         |
| 3    | Clayton Murphy            | USA  | 1.44,48 | q         |
| 4    | Adrián Ben                | ESP  | 1.44,97 | q,SR      |
| 5    | Elliot Giles              | GBR  | 1.45,15 |           |
| 6    | Adam Kszczot              | POL  | 1.45,22 |           |
| 7    | Abdessalem Ayouni         | TUN  | 1.45,80 |           |
| 8    | Abubaker Haydar Abdalla   | QAT  | 1.46,87 |           |

#### Halve finale 2
| Rang | Naam                    | Land | Tijd    | Opmerking |
| ---- | ----------------------- | ---- | ------- | --------- |
| 1    | Donovan Brazier         | USA  | 1.44,87 | Q         |
| 2    | Marco Arop              | CAN  | 1.45,07 | Q         |
| 3    | Emmanuel Kipkurui Korir | KEN  | 1.45,19 |           |
| 4    | Brannon Kidder          | USA  | 1.45,62 |           |
| 5    | Mostafa Smaili          | MAR  | 1.45,78 |           |
| 6    | Tshepo Tshite           | RSA  | 1.46,08 |           |
| 7    | Yassine Hethat          | ALG  | 1.46,15 |           |
| 8    | Jamie Webb              | GBR  | 1.48,44 |           |

#### Halve finale 3
| Rang | Naam                  | Land | Tijd    | Opmerking |
| ---- | --------------------- | ---- | ------- | --------- |
| 1    | Amel Tuka             | BIH  | 1.45,63 | Q         |
| 2    | Bryce Hoppel          | USA  | 1.45,95 | Q         |
| 3    | Álvaro de Arriba      | ESP  | 1.46,09 |           |
| 4    | Brandon McBride       | CAN  | 1.46,21 |           |
| 5    | Kyle Langford         | GBR  | 1.46,41 |           |
| 6    | Ngeno Kipngetich      | KEN  | 1.46,61 |           |
| 7    | Pierre-Ambroise Bosse | FRA  | 1.47,60 |           |
|      | Oussama Nabil         | MAR  | DSQ     | DSQ       |

### Finale[5]
| Rang   | Naam                      | Land | Tijd    | Opmerking |
| ------ | ------------------------- | ---- | ------- | --------- |
| Goud   | Donovan Brazier           | USA  | 1.42,34 | CR        |
| Zilver | Amel Tuka                 | BIH  | 1.43,47 | SR        |
| Brons  | Ferguson Cheruiyot Rotich | KEN  | 1.43,82 |           |
| 4      | Bryce Hoppel              | USA  | 1.44,25 | PR        |
| 5      | Wesley Vázquez            | PUR  | 1.44,48 |           |
| 6      | Adrián Ben                | ESP  | 1.45,58 |           |
| 7      | Marco Arop                | CAN  | 1.45,78 |           |
| 8      | Clayton Murphy            | USA  | 1.47,84 |           |